# Villa de Prado

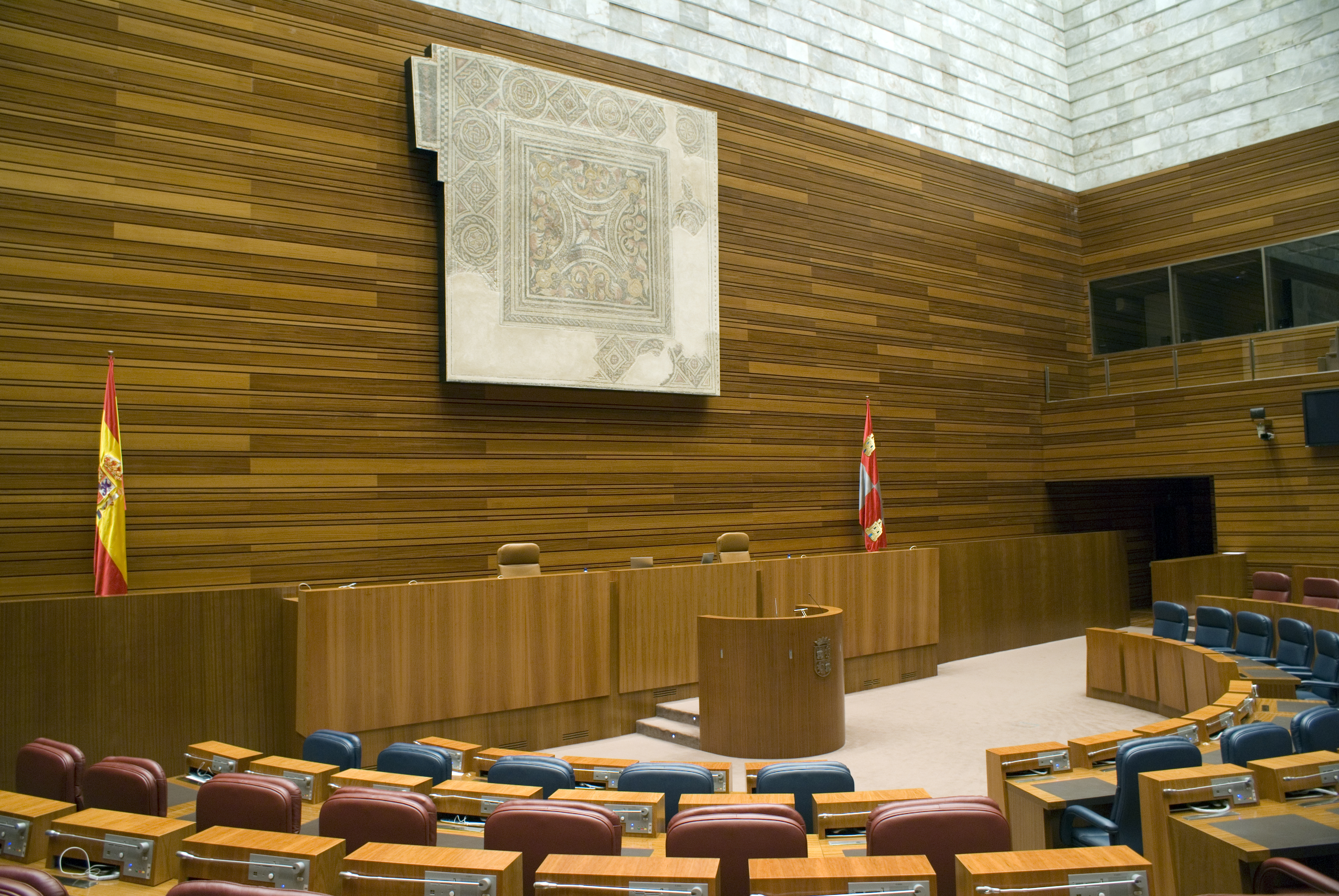
Hemiciclo de la sede de las Cortes de Castilla y León, presidido por el mosaico de los Cantharus, hallado en la villa de Prado

La villa de Prado es un yacimiento arqueológico de una antigua villa romana situada al oeste de la ciudad de Valladolid (España). Ubicada en la vega de la margen derecha del río Pisuerga, al pie de una suave loma situada sobre el arroyo del Caño Morante y a una altitud media de 703 metros, su entorno paisajístico es el propio de la campiña arenosa del valle del Pisuerga, rodeado por el reborde meridional de las estructuras calizas de los Montes Torozos.
Declarada bien de interés cultural el 21 de enero de 2021, da nombre al barrio de Villa del Prado de la ciudad.

## Historia

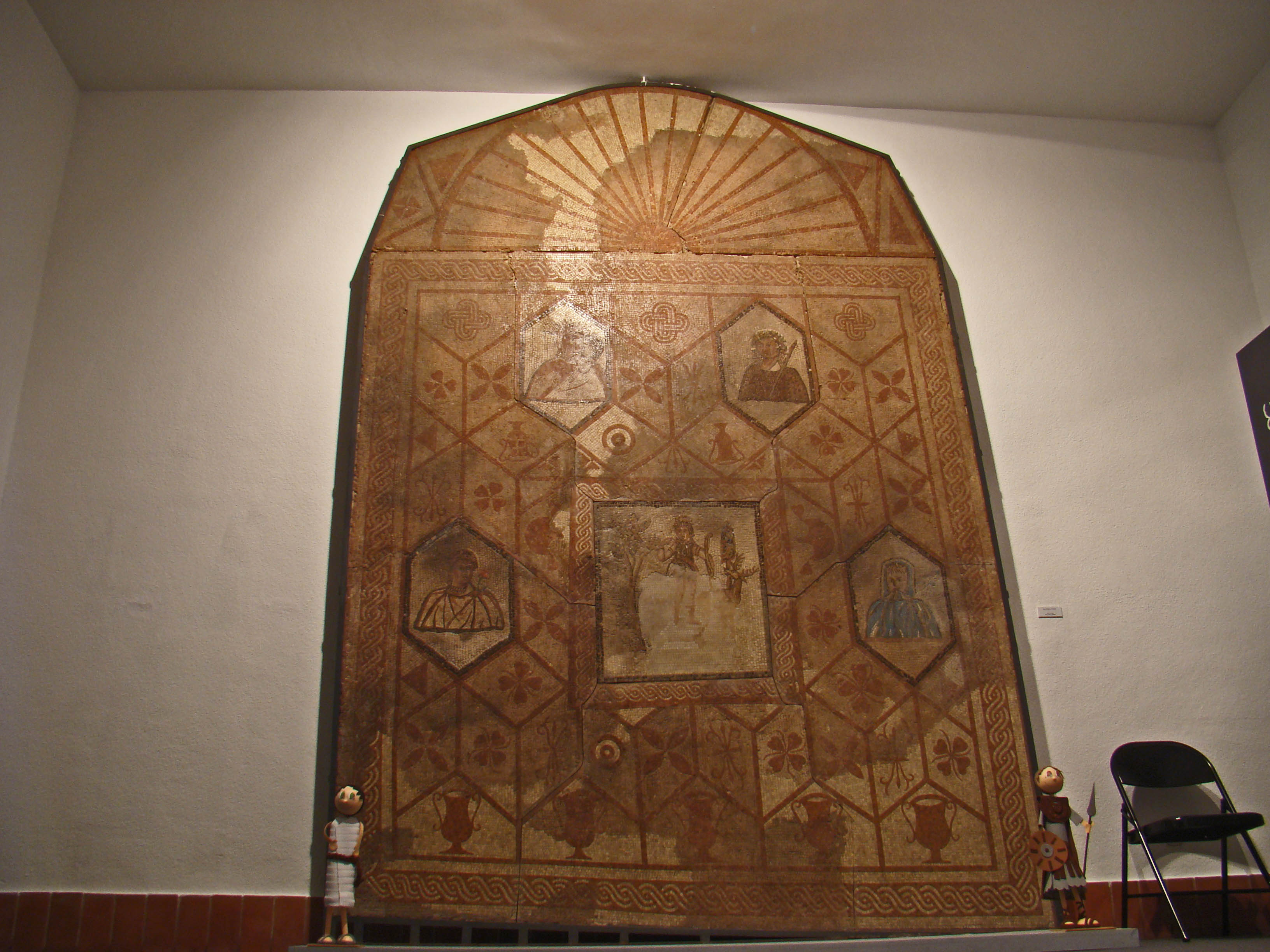
Mosaico de Diana, hallado en la villa de Prado y expuesto en el Museo de Valladolid, con sede en el palacio de Fabio Nelli

El yacimiento arqueológico, descubierto en 1952, ha sido objeto de sucesivas campañas de excavación en los años 1954, 1981-1982, 1989-1991 y 1993-1994, a través de las cuales se ha podido documentar su secuencia de uso y sus características estructurales.
De estas excavaciones se deduce que Villa de Prado es una ocupación estable de carácter rural desde al menos el siglo III, hasta la primera mitad del siglo IV. En este asentamiento romano se distinguen dos grandes etapas constructivas:
En un primer momento se erigió un edificio aparentemente aislado, simétrico, de acceso porticado y con una exedra o sala absidiada, con paramentos revocados y pintados, pavimentada con un mosaico polícromo cuyo motivo central representa a Diana cazadora rodeada por alegorías de las cuatro estaciones, con un umbral geométrico de hexágonos, en la actualidad expuesto en el Museo de Valladolid. En cuanto a la funcionalidad de esta sala, es evidente que se trataba de un espacio de representación cuya cronología, basándose siempre en el estudio de los mosaicos, se encuadraría entre los siglos II y IV.
Una vez destruido este edificio, se construye el palacio campestre o villa. En esta segunda fase constructiva, el sitio constituye un complejo residencial y productivo tardorromano de ámbito rural, diseñado conforme a un plan unitario y en uso hasta su abandono en el siglo V.

## Descripción
El conjunto de la villa presenta una planta diseminada, compuesta por una parte residencial aristocrática –pars urbana– en torno a la que se dispondrían, hacia el sureste, los edificios termales y las dependencias productivas –pars rustica–.
El sector doméstico se compone de diversas estancias, objeto de sucesivas reformas, articuladas en torno a un peristilo ajardinado, de las que se han conservado dos grupos en los extremos este y oeste del núcleo residencial, de probable uso alternante estacional.
A esta segunda fase constructiva, corresponden cuatro habitaciones abiertas hacia el lado norte del peristilo, cubiertas cada una de ellas por mosaicos polícromos, de opus tessellatum, con temas geométricos y figurativos. Entre ellos destaca, por sus dimensiones, el mosaico absidial, ubicado en la sala más grande rematada con un ábside semicircular, considerada el oecus; el mosaico de los Cantharus, el de las cráteras, o el conocido como el Crismón por el monograma que luce en uno de sus cuadrados. Todos ellos, como el mosaico de las estaciones o Diana cazadora, se encuentran depositados en el Museo de Valladolid, a excepción del Cantharus, que en la actualidad preside el hemiciclo de la sede de las Cortes de Castilla y León. En el extremo suroriental se encuentran estancias calefactadas por sendos hipocausta.
A unos 70 m al sureste del núcleo residencial se dispone el sector termal. Se conocen cinco estancias completas, entre las que se distingue un vestíbulo o apoditerio por el que se accede a una sala no calefactada –frigidarium–, que iniciaría el recorrido lineal por la sala de baños templados –tepidarium– y terminaría en el caldarium, ambas caldeadas mediante un sistema de aire caliente bajo el suelo, o hipocaustum.
Por último, en el extremo suroriental del yacimiento se ubican las dependencias agropecuarias de la pars rustica, con estructuras dispersas y adaptadas al relieve, probables almacenes o incluso –aquellas pavimentadas con opus signinum– estancias destinadas al alojamiento de los trabajadores. En las inmediaciones de este sector, en un relieve deprimido y marginal, se ubica un vertedero, muy rico en residuos procedentes de la villa.

## Relevancia
La villa de Prado, es sin duda un referente de trascendental importancia para la comprensión del fenómeno de las villas áulicas de la meseta norte, por ser una de las primeras que fueron conocidas y excavadas de forma sistemática en la provincia de Valladolid. El singular proceso de degradación y abandono que se produce en su pars urbana, en cuanto que su uso final viene asociado al desarrollo de actividades de fundición de piezas metálicas, y la conservación de restos constructivos excavados de la fase previa a la villa bajo imperial y restos arquitectónicos ornamentales, como un capitel corintio, convierten a la villa romana del Prado en una fuente de conocimiento única, en el panorama de las villas romanas en Castilla y León.
Asimismo destacan los restos arqueológicos de época moderna descubiertos al noroeste de la villa, junto al arroyo del Caño Morante. Se trata de un arca o depósito de la que salen dos canales, uno de aliviadero y otro de abastecimiento, identificados como antiguas canalizaciones relacionadas con una impresionante obra de infraestructura hidráulica de finales del siglo XVII, la traída de aguas al monasterio de Nuestra Señora de Prado, que servía para canalizar agua potable a este Monasterio desde el Caño Morante.
En este mismo sentido, resulta novedosa la presencia de un crismón en uno de los pavimentos musivos de la villa, por ser el único caso en Castilla y León en el que encontramos colocado este monograma en un mosaico, lo que podría dar lugar a distintas interpretaciones puesto que si bien la presencia de este signo no implica necesariamente un proceso de cristianización, sí podría referir desde el punto de visto iconográfico una tradición cultural común.
Por todo ello, la villa romana de Prado, constituye un valioso testimonio de las edificaciones cultuales y los complejos residenciales aristocráticos en el ámbito rural del valle medio del Duero entre los siglos III y IV, insertos en un entramado territorial del que formarían parte los cercanos núcleos de asentamiento del conjunto histórico vallisoletano, de origen romano.